# Barış Alper Yılmaz
Barış Alper Yılmaz (ur. 23 maja 2000 w Rize) – turecki piłkarz, występujący na pozycji napastnika w tureckim klubie Galatasaray SK oraz w reprezentacji Turcji. Uczestnik Mistrzostw Europy 2024.

## Statystyki

### Klubowe
Na podstawie:
| Klub                     | Sezonów | Liga      | Liga  | Liga   | Puchar krajowy | Puchar krajowy | Kontynentalne | Kontynentalne | Suma  | Suma   |
| Klub                     | Sezonów | Liga      | Mecze | Bramki | Mecze          | Bramki         | Mecze         | Bramki        | Mecze | Bramki |
| ------------------------ | ------- | --------- | ----- | ------ | -------------- | -------------- | ------------- | ------------- | ----- | ------ |
| Ankara Demirspor         | 1       | 3. Lig    | 4     | 0      | 4              | 0              | –             | –             | 43    | 1      |
| Ankara Demirspor         | 2       | 2. Lig    | 35    | 1      | 4              | 0              | –             | –             | 43    | 1      |
| Ankara Keçiörengücü S.K. | 1       | 1. Lig    | 34    | 8      | 2              | 0              | –             | –             | 36    | 8      |
| Galatasaray SK           | 3       | Süper Lig | 79    | 10     | 10             | 1              | 19            | 0             | 108   | 11     |
|                          | Łącznie | Łącznie   | 152   | 19     | 16             | 1              | 19            | 0             | 187   | 20     |

### Reprezentacyjne
Na podstawie:
| Gole w reprezentacji | Gole w reprezentacji | Gole w reprezentacji | Gole w reprezentacji | Gole w reprezentacji | Gole w reprezentacji | Gole w reprezentacji | Gole w reprezentacji |
| Lp.                  | Data                 | Miasto               | Przeciwnik           | Wynik                | Gole                 | Inne                 | Rozgrywki            |
| -------------------- | -------------------- | -------------------- | -------------------- | -------------------- | -------------------- | -------------------- | -------------------- |
| 1.                   | 12.10.2023           | Osijek               | Chorwacja            | 1:0 (1:0)            | 30'                  | 16'                  | Eliminacje EURO 2024 |
| 2.                   | 10.06.2024           | Warszawa             | Polska               | 1:2 (0:1)            | 77'                  |                      | mecz towarzyski      |

## Sukcesy
Na podstawie:

### Klubowe
Z Galatasarayem:
- Mistrz Turcji 2022/23, 2023/24
- Superpuchar Turcji 2023/24